# Omadi Ansouman Diarra
Omadi Ansouman Diarra (* 23. Dezember 1932 in Bathurst; † 1995) war ein gambischer Diplomat.

## Leben
Diarra ging in Bathurst (heute Banjul) auf die Methodist Boys’ High School, danach auf das Trinity College in Dublin und später auf das Institut International d'Administration Publique  in Paris. Mit einem BA (Hons) nahm er eine Tätigkeit als stellvertretender Sekretär im Außenministerium von August bis Dezember 1965 auf. Danach wurde er 1966 erster Sekretär der gambischen Botschaft in Dakar. Von 1972 bis 1973 war er dort stellvertretender ständiger Sekretär. Von 1973 bis 1974 war er Berater im gambischen Hochkommissariat in London. Im November 1974 wurde er von Präsidenten Dawda Jawara zum gambischen Botschafter in Senegal ernannt. Die Akkreditierung umfasste auch die Guinea, Elfenbeinküste und Mali.

## Familie
Er war seit 1965  verheiratet und hatte drei Töchter und einen Sohn.

## Auszeichnungen und Ehrungen
- Officer, Order of Merit, Ägypten[1]
- Officer, National Order, Guinea[1]
- Knight Commander, Orden der afrikanischen Befreiung, Liberia[1]
- Officer, National Order, Senegal[1]
- Officer, Order of Niger, Nigeria[1]